# Manuel Campos Espinosa
Manuel Campos Espinosa (Cantillana, provincia de Sevilla, 23 de octubre de 1950), fue un futbolista profesional, que  jugó como portero y militó en equipos como el Real Betis Balompié, RCD Mallorca, Elche CF y Valladolid CF, siendo campeón de la Copa del Rey (primera Copa de S.M. Juan Carlos I), en el año 1977 con el Real Betis Balompié.

## Biografía
Nació el 2 de febrero de 1950. Es hijo de Manuel Campos y Ángeles Espinosa. Durante su infancia, ya empieza a verse las dotes como portero mientras juega al fútbol con los amigos. A sus 11 años de edad comienza a jugar en el equipo del pueblo, y es a sus 15 años cuando unos ojeadores del Real Betis Balompié empiezan a seguirlo en sus partidos.
Más tarde es fichado por este club, el cual lo cede al Atlético Sanluqueño donde militará dos años. Al ver sus grandes cualidades, como eran sus reflejos, agilidad y gran solvencia en el juego aéreo, junto con su gran proyección, el Real Betis Balompié vuelve a reincorporarlo en sus filas para que en la primera jornada de la Liga 71/72, debutara en 1.ª División ante el Real Madrid.
Fue jugador del Real Betis Balompié hasta la temporada 80/81, cuando decide retirarse del fútbol profesional.
A finales de los 70 cuando se inauguró la Peña Bética Manuel Campos en Cantillana y en el año 2008  el Ayuntamiento de Cantillana le otorga su nombre a una de las calles de esta localidad sevillana.